# Ralf Sievers
Ralf Sievers (Luneburgo, 30 de outubro de 1961) é um ex-futebolista profissional alemão, medalhista olímpico 

## Carreira
Ralf Sievers ganhou a medalha de bronze nos Jogos Olímpicos de Verão de 1988.